# 株式男
「株式男」（かぶしきおとこ）は2001年4月5日にフジテレビの『世にも奇妙な物語 春の特別編』で放送されたテレビドラマ。主演は七代目の市川染五郎。

## 概要
『人間（自然人）に株式会社同様の価値を賦与したらどうなるか』を描いた作品。
とんでもない帰結を迎え、東京証券取引所の電光掲示板からも名前が抹消された主人公の事を小説版では「そう言う男」と冷たく突き放している。

## ストーリー
不真面目なサラリーマンの高桑喜一郎（市川）はある日、自分の名前と全く同じ品名の株が有ることに気づき興味を持つ。翌日、通勤列車内で痴漢を捕縛し、得意周りの途中でお年寄りを助けた彼はたまたま立ち寄った喫茶店で『高桑株』の正体を知り仰天。
何と、その株は彼自身を取引の材料とした株だったのだ！
配当金としてものすごい数の一万円札を受け取った彼は、普通の株式会社と同じく業績を上げれば給料以上の大金が転がり込んでくることに気づいて俄然やる気を出す。
おかげで『高桑株』は高騰し、彼自身も行きつけのクラブで豪遊する身分になった。そんなある日、クラブで飲んでいるとディーラーと名乗る謎の男（国村隼）に声をかけられる。
ディーラーから名刺をもらいつつもそれを黙殺し、さらに仕事をつづけた彼は遂に自身が勤める会社と合併する話（社長令嬢と結婚し、会社を継ぐ）という話を持ちかけられて有頂天。
そのお祝いに恋人を高級レストランに誘ってデートするものの、すっかり成金趣味に染まっていた主人公を嫌悪した恋人は彼のもとを去ってしまう。
その日の深夜、クラブでやけ酒をしていた主人公はつい社長令嬢との結婚話を漏らしてしまい、それが元で株主総会の最中にインサイダー取引の容疑で東京地方検察庁に強制連行されてしまった。
おかげで彼の信用はガタガタ。当然、会社も解雇され、株券も紙くず同然になってしまい、彼に残ったのは莫大な借金だけだった。路頭に迷ってしまった彼はポケットに入っていた名刺からディーラーの事を思い出し彼のもとを訪れる。
ディーラーは借金返済の助力を約束し、もう一度株を行うことが出来るようになった。再び生きる希望を取り戻した彼はかつての恋人とよりを戻すことにも成功する。
翌日、彼は約束通りディーラーの元へ訪れた。だが、そこで告げられたのは驚愕の事実だった。それは、彼自身が株の材料となり、彼そのものを売りに出す事だった。つまり、彼の持つ資産は勿論、彼の血液や臓器なども株に出し、それで得た資金で借金を返済するものだったのだ。あまりにも恐ろしい取引を知らされた彼は即刻中止を求めるが、既に証券市場では彼の名で再び売りに出されていた。
こうして、彼は彼自身の存在と引き換えに借金を返済し、多額の株を手に入れる事ができた。

## キャスト
- 高桑喜一郎 - 市川染五郎
- 祥子 - 梅宮万紗子
- 神林課長 - 伊藤正之
- 社長 - 久保晶
- OL - 武藤陶子、飛田恵里
- 番場 - 庄司永建
- 初老の男 - 笠井一彦、円谷文彦
- アナウンサー - 佐藤旭、下村恵里、千葉茂
- 捜査員 - 濱近高徳
- 中年男 - 矢作公一
- 喫茶店の男 - 能見達也
- 医師 - 岸田修治
- 電車の女 - 丹下みな
- 銀行員の声 - 村山明
- バーのママ - 深浦加奈子
- 大黒影夫 - 國村隼

## スタッフ
- 脚本：高山直也
- 監督・演出：河野圭太